# Hřebenatka kuchyňská
Hřebenatka kuchyňská, Pecten maximus, anglicky great scallop, king scallop, St James shell, francouzsky coquille Saint-Jacques, na českém trhu zpravidla (svato)jakubská mušle apod., je jedlý mořský mlž z čeledi Pectinidae. Je typovým druhem rodu Pecten. Je možné, že tvoří týž druh s hřebenatkou svatojakubskou (P. jacobaeus, angl. pilgrim's scallop), která má mnohem užší areál.

## Popis
Lastury hřebenatky kuchyňské jsou značně robustní; charakteristická je stejná velikost oušek po obou stranách apexu. Pravá (spodní) miska je vypouklá a mírně přesahuje plochou levou (horní) misku. Větší jedinci mají téměř kruhový obrys; největší dosahují délky až 21 cm. Ouška jsou výrazná a sahají nejméně do poloviny šířky lastury. Lastury mají výraznou skulpturu, sestávající z 12 až 17 širokých paprsčitých žeber a četných soustředných čar, zřetelně dokládajících růst jedince. Paprsčitá žebra dosahují až k okraji lastury a dávají mu zubatý tvar. Levá lastura je obvykle červenohnědá, zatímco pravá je zbarvena od bílé přes smetanovou po světlehnědou, kontrastující s růžovými, červenými nebo žlutavými odstíny; obě lastury mohou nést klikaté vzory nebo červené, růžové či jasně žluté proužky a skvrny.
Tělo hřebenatky kuchyňské je růžové nebo červené; plášť je hnědobíle mramorovaný. Mladí jedinci jsou přichyceni k podkladu byssovými vlákny, dospělci však mohou plavat otevíráním a rychlým zavíráním schránek. Misky lastury se navzájem přitahují svaly (adduktory). Adduktor (přitahovač), který lasturu zavírá, je mohutný a výkonný sval. Otevření schránky zajištuje dorzální vaz (ligamentum), který se při uvolnění svěracích svalů smrští.  Noha je orgán připomínající prst, který pohybuje byssovými vlákny, jež procházejí byssovou štěrbinou na ouškách. Okraj pláště má dvě vrstvy: vnitřní má hladký okraj, zatímco vnější je lemována dlouhými tykadly a dvěma řadami 30-36 tmavěmodrých nebo zelených jednoduchých oček.

## Rozšíření
Hřebenatka kuchyňská se vyskytuje ve východním Atlantiku podél evropského pobřeží od severního Norska po Iberský poloostrov; byla také zjištěna u západní Afriky a makaronéských ostrovů. Ve Velké Británii a Irsku je rozšířena podél celého pobřeží, na východním pobřeží Severního moře se však vyskytuje řídce a jen na některých místech. Dává přednost předbřežním vodám do hloubky 100 m.

## Biologie
Hřebenatka kuchyňská si často hloubí v podkladu mělkou jamku, v níž se usadí. Dělá to tak, že otevírá schránku, čímž nabere vodu, a zavřením ji vypuzuje z plášťového vaku, přičemž se schránka šikmo pozvedne, voda vystřikuje do sedimentu a vytváří prohlubeň. Když se živočich usadí, písek, štěrčík, případně živé organismy pokryjí horní lasturu, takže je vidět pouze okraj pláště s tykadly a očky. Hřebenatky jsou filtrátoři, získávající potravu z okolní vody, kterou přihánějí brvami na žábry, kde jsou částečky potravy zachyceny a proudem slizu dopraveny do úst.
Hřebenatka kuchyňská dovede plavat, avšak omezuje se v tom pouze na únikové reakce. Hlavní predátoři, kteří takovou reakci vyvolají, jsou měkkýše požírající hvězdice Asterias rubens a Astropecten irregularis, i když hvězdice, které se měkkýši neživí, mohou také vyvolat menší skoky nebo zavření schránky. Plování živočich dosahuje rychlým svíráním lastur a vypuzováním proudu vody z obou stran zámku, takže se pohybuje okrouhlým okrajem schránky napřed. Skok vpřed provede hřebenatka postupným uvolněním svěrače, následovaným rychlým otevřením a sevřením lastur.
Hřebenatka kuchyňská bývá hojnější tam, kde není vystavena silným proudům. Hřebenatky žijící v chráněných biotopech rostou rychleji než mlži vystavení vlnobití, možná proto, že tam filtrační ústrojí nemůže fungovat v důsledku vysokých koncentrací částic v místech se silnou dynamikou vody. Dalším faktorem, který možná hraje roli, je choulostivý proces usazení larev a uchycení byssovými vlákny, jemuž silné proudění nesvědčí. Hojnost výskytu a rychlost růstu jsou negativně ovlivněny obsahem bahna v substrátu.
Reprodukční cyklus hřebenatky kuchyňské je nesmírně proměnlivý a oplodnění může ovlivnit řada vnitřních i vnějších faktorů, např. stáří a teplota, vliv však má i genetická adaptace. Obecně se dospělé hřebenatky třou v letních měsících od dubna nebo května do září. Jsou hermafrodité, jejich gonády mají jazykovitý tvar; samičí jsou červené nebo oranžové, samčí jsou bílé. Odhaduje se, že tříletá hřebenatka vypouští při každém tření 15-21 milionů oocytů. V mnoha částech jejich areálu rozšíření zřejmě dochází k dvojímu tření, obvykle k částečnému na jaře a k hlavnímu koncem srpna, zatímco mladší hřebenatky se třou pouze jednou na konci léta. Na některých místech je tomu naopak a hlavní tření probíhá na jaře. Po vytření prodělávají jedinci období zotavení gonád, než se mohou opět vytřít. Oplodnění gamet je mimotělní, přičemž jako první mohou být do vodního sloupce vypuštěny buď spermie, nebo oocyty.
Protože larvální stádium hřebenatky kuchyňské trvá poměrně dlouho (až jeden měsíc), skýtá značný potenciál pro rozšíření; i menší dospělci mohou využít byssová vlákna, aby se nechali unášet. Alespoň v některých populacích však genetické studie naznačují, že příspěvek vzdálenějších populací je malý a že tyto populace jsou zřejmě životaschopné samy o sobě.
Ve vodách u Spojeného království hřebenatky kuchyňské pohlavně dospívají ve stáří dvou až tří let, když dorostou do délky lastur 80 až 90 mm. Tam, kde se neloví, mohou žít déle než 20 let a dorůstat velikosti více než 200 mm. Hřebenatky v mělkých vodách rostou rychleji než v hlubších; růst se zastavuje během zimy a obnoví se na jaře, čímž vznikají letokruhy, použitelné ke stanovení věku živočicha.

## Predátoři a choroby
Vedle Asterias rubens a Astropecten irregularis jsou významnými predátory hřebenatky kuchyňští krabi, např. Cancer pagurus, Carcinus maenas, Liocarcinus puber a Liocarcinus depurator, kteří požírají hřebenatky během růstu. V jihozápadním Irsku byla pozorována sasanka Anthopleura ballii, jak požírá mladé jedince hřebenatky kuchyňské.
Larvy hřebenatky kuchyňské napadá baktérie Vibrio pectenicida, která byla popsána jako nový druh v roce 1998 po případech hynutí chovaných hřebenatek ve Francii počátkem 90. let 20. století. Jiné kmeny patogenních baktérií byly zjištěny v Norsku po hromadném hynutí larev v chovech.

## Lov a chov
V roce 1999 oznámila FAO celkový úlovek 35 411 tun, přičemž na prvních dvou místech bylo Spojené království (19 108 tun) a Francie (12 745 tun). Převládl názor, že některé přirozené zdroje vykazují známky nadměrného odlovu, což vedlo k přísnému dohledu nad dodržováním ochranné legislativy a rozvoji postupů podpory zdrojů. Hřebenatky kuchyňské se loví newhavenskými vlečnými sítěmi a malé množství (méně než 5 %) loví potápěči ručně. Hodnota úlovku hřebenatek kuchyňských a hřebenatek víčkovitých (Aequipecten opercularis) je jednou z prvních pěti položek rybolovu v britských vodách. Používání vlečných sítí k lovu hřebenatek však vede ke škodám na širším ekosystému.
Hřebenatku kuchyňskou lze chovat uměle. Tato akvakultura je poměrně vyspělá ve Francii a v Norsku. S chovem hřebenatek se začalo také ve Španělsku, Irsku a Spojeném království. Produkce dosáhla vrcholu v roce 1998 při objemu 512 tun, později však poklesla na 213 tun v roce 2004 v odhadované hodnotě 852 000 EUR (tj. 4 EUR za 1 kg).
Bylo zjištěno, že hřebenatka kuchyňská z řady úseků pobřeží severního a západního Skotska může obsahovat kyselinu domoovou, neurotoxin pocházející z některých mořských rozsivek, který u savců včetně člověka vyvolává otravu způsobující trvalou ztrátu krátkodobé paměti, poškození mozku a v těžkých případech i smrt.

## Kulturní význam
Lasturu tohoto druhu přijala jako svůj nezaměnitelný znak ropná společnost Royal Dutch Shell.
Poutníci do Santiaga de Compostela v Galicii si brali na památku lasturu hřebenatky. V tradičním zobrazení (a vědeckém jménu) se ujala středomořská hřebenatka svatojakubská, ačkoli ta se na rozdíl od hřebenatky kuchyňské v Galicii nevyskytuje.